# Sestu
Sestu è un comune italiano di 20 743 abitanti della città metropolitana di Cagliari in Sardegna.

## Origini del nome
Il nome della città risale all'epoca romana e trae origine dalla posizione che aveva lungo il percorso della strada che da Cagliari portava a Porto Torres: Sexto ab urbe lapide, cioè presso la sesta colonna miliare, trovata nel paese con la scritta: Ad sextum lapidem.

## Storia
Gli insediamenti umani più antichi nel territorio di Sestu risalgono al III millennio a.C. Poche tracce (vasellame di uso domestico) cartaginesi, databili al III secolo a.C., sono state rinvenute nella necropoli punico-romana di Corso Italia. 

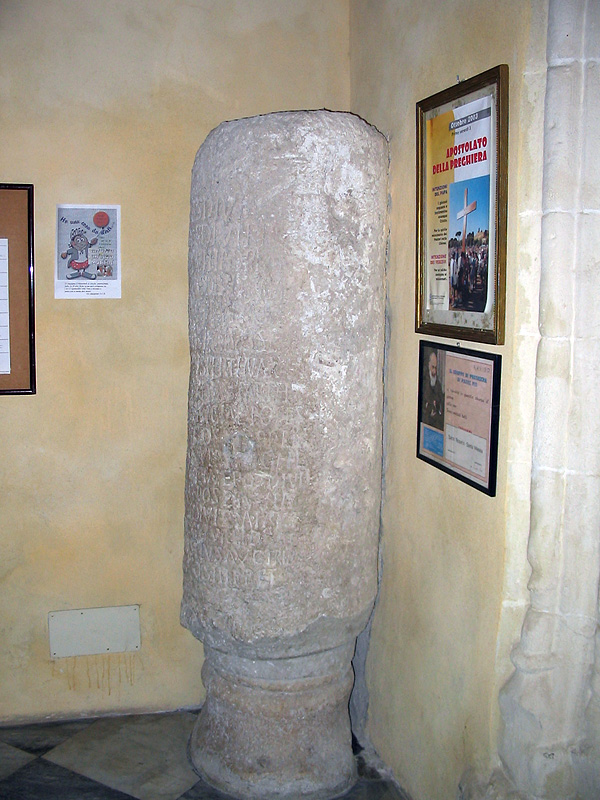
La pietra miliare custodita nella chiesa di San Giorgio.

In altre zone della città sono state rinvenute inoltre monete risalenti al periodo di Caligola e Domiziano, un cippo funerario romano, una fibbia e la pietra miliare romana su cui viene spiegata la denominazione del sito. 
Nel Medioevo Sestu appartenne al Giudicato di Cagliari e fu inserito nella Curatoria del Campidano. Dopo la caduta del Giudicato (1257) il villaggio fu compreso nei possedimenti d'oltre mare del Comune di Pisa.
Successivamente passò agli Aragonesi che nel 1324 lo infeudarono a Berengario Carroz. Nel 1363 venne creata la Contea di Quirra e la villa di Sestu entrò a far parte della Baronia di San Michele, infeudata sempre ai Carroz.
Nel 1363 insieme ad altre ville entrò a far parte della contea di Quirra. Nel 1603 la contea fu trasformata in marchesato, e dai Carroz passò ai Centelles; sempre compreso nel marchesato, fece poi parte della baronia di San Michele. Successivamente la signoria passò agli Osorio de la Cueva, che lo tennero fino all'abolizione del feudalesimo (1839) quando fu riscattato all'ultimo feudatario Filippo Osorio. Col riscatto dalla feudalità Sestu divenne un comune libero nel 1840, amministrato da un sindaco e da un consiglio comunale.
Oggi Sestu è una cittadina che conta circa 20 000 abitanti. Occupa una posizione strategica in un contesto territoriale in piena evoluzione. Centro di forte attrazione e crescente sviluppo socio-economico, grazie alla realizzazione di nuovi insediamenti abitativi, industriali e commerciali, è in continua espansione, non trascurando però la ricerca di un giusto connubio fra modernizzazione e tradizione.

### Simboli
Lo stemma comunale, concesso con decreto del Presidente della Repubblica del 29 febbraio 1996, raffigura, in campo azzurro, una colonna d'argento, posta su un alto basamento recante il numero romano VI, intorno al cui fusto si attorciglia una pianta di vite da cui pendono tre grappoli d'uva di porpora; il tutto è fondato su campagna di verde, caricata di un aratro d'oro, con vomere d'argento. Il gonfalone è un drappo d'argento.

## Monumenti e luoghi d'interesse

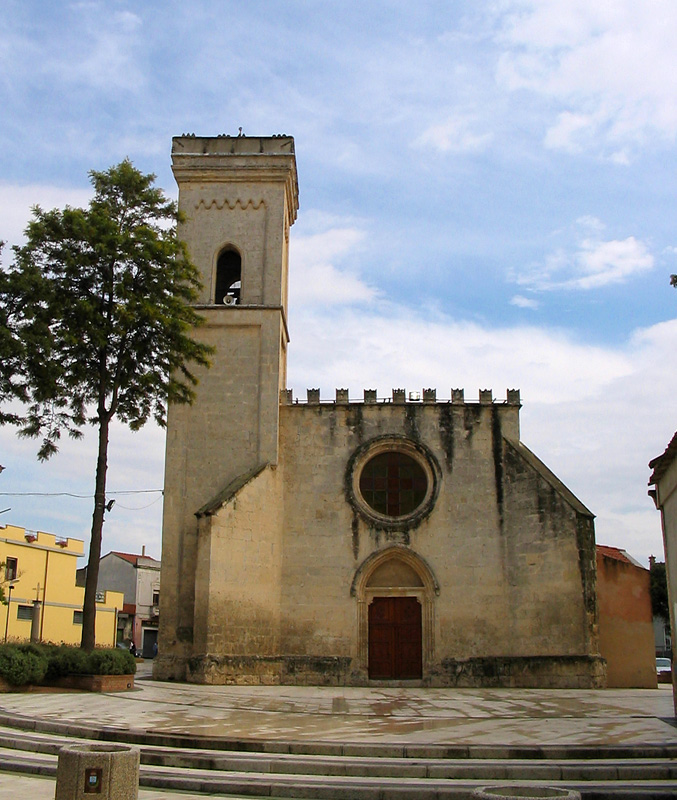
Facciata principale della chiesa di San Giorgio

### Architetture religiose
- Chiesa di San Gemiliano
- Chiesa di San Giorgio
- Chiesa di Sant'Antonio da Padova
- Chiesa del Santissimo Salvarore
- Parrocchia Nostra Signora delle Grazie

## Società

### Evoluzione demografica
Abitanti censiti

### Etnie e minoranze straniere
Al 31 dicembre 2022 la popolazione straniera ammontava a 422 individui pari all' 1,75% della popolazione.

### Lingue e dialetti
La variante del sardo parlata a Sestu è il campidanese comune.

## Cultura

### Istruzione
Nel comune di Sestu sono presenti due istituti scolastici: l'istituto comprensivo "Gramsci + Rodari", il primo circolo didattico San Giovanni Bosco che raccoglie tre istituti di scuola primaria: San Giovanni Bosco, Anna Frank e Ninetta Bartoli. Fanno altresì parte del Primo Circolo le scuole dell'infanzia San Salvatore, Carlo Collodi e Francesca Sanna Sulis.

### Tradizioni popolari
A Sestu sono presenti due gruppi folcloristici, il gruppo folk "I Nuraghi" e il gruppo folk "San Gemiliano". I due gruppi si dedicano alla conservazione delle tradizioni vestiarie, linguistiche e di espressione sociale, come la danza e il canto, tipiche del Campidano e di Sestu. La cultura sestese si inserisce nelle tradizioni tipiche del Campidano di Cagliari, dall'uso delle launeddas, il canto con la chitarra e la poesia cantata, fino all'uso del più comune organetto diatonico, detto sonètu in lingua sarda.
Nell'ambito della danza tradizionale, i 2 gruppi propongono ed eseguono danze tradizionali provenienti da tutta la Sardegna, come le danze in cerchio dette ballitus o ballus tundus e le danze a passu torrau, danze caratterizzate da un continuo "ritorno" del passo in modo ritmico, fino ad arrivare alle danze tipiche del Campidano stesso realizzate con la musica delle launeddas come il fiorassiu, il puntu 'e organu e la mediana pippia.
Dal 2004 il gruppo folcloristico "I Nuraghi" organizza ogni estate l' International Folk Fest, dove gruppi provenienti da tutto il mondo possono esibirsi e far conoscere la propria cultura.

## Economia
È un centro agricolo (vite, ortaggi, cereali), anche se l'economia gravita prevalentemente sul capoluogo provinciale.

## Amministrazione
| Periodo         | Periodo         | Primo cittadino   | Partito                                  | Carica  | Note   |
| --------------- | --------------- | ----------------- | ---------------------------------------- | ------- | ------ |
| 23 aprile 1995  | 16 aprile 2000  | Michele Cossa     | liste civiche di centro-destra           | Sindaco | [ 8 ]  |
| 16 aprile 2000  | 8 maggio 2005   | Luciano Taccori   | liste civiche di centro-destra           | Sindaco | [ 9 ]  |
| 8 maggio 2005   | 30 maggio 2010  | Aldo Pili         | DL, DS, PRC, SDI, Socialisti Uniti, PdCI | Sindaco | [ 10 ] |
| 30 maggio 2010  | 31 maggio 2015  | Aldo Pili         | PD, lista civica "Sestu Domani"          | Sindaco | [ 11 ] |
| 31 maggio 2015  | 26 ottobre 2020 | Maria Paola Secci | RS, FI                                   | Sindaco | [ 12 ] |
| 26 ottobre 2020 | in carica       | Maria Paola Secci | RS, FI, FdI, Lega, Sardegna 20           | Sindaco | [ 13 ] |

## Sport

### Calcio
Le principali società calcistiche cittadine sono "Omega Calcio" e "Polisportiva Sestu" che militano nel girone A del campionato Sardo di Seconda Categoria.

### Calcio a 5
La principale squadra di calcio a 5 è il Futsal Città di Sestu che vanta una partecipazione in Serie A1 e tre in Serie A2 in cui attualmente milita.

### Pallavolo
È presente la società sportiva A.S.D. Stella Azzurra, attiva dal 1966, che milita nei campionati regionali maschili di serie C. Il suo terreno di gioco è la palestra di via Santi.

### Basket
La principale società sportiva di basket è la Astro, nata dall’unione della Pirates Accademia Basket (Sestu), Scuola Basket Cagliari e Polisportiva Astro Cagliari. La società ha avviato la propria attività a partire dalla stagione 2021/22. Il campo di gioco della società è il PalaMellano di via Ottaviano Augusto, intitolato a Enrico Mellano, tragicamente scomparso nell'agosto del 2008.

### Atletica
A Sestu è presente anche l'associazione sportiva dilettantistica Nuova Atletica Sestu, attiva dal maggio 1992, nel campo di via Dante (fronte scuola media Gramsci). Nel paese è presente anche l'associazione Sportiva Dilettantistica Athletic Sport Education Sestu.

### Danza
Una tra le associazioni di danza presenti a Sestu è la Dance Company.

### Padel
A Sestu nella zona spogliatoi del campo di Via Dante, esattamente in via Mannu, sono stati installati 4 campi di ultima generazione di Padel, sport derivante dal tennis che negli ultimi anni sta riscuotendo molto successo.

## Galleria d'immagini

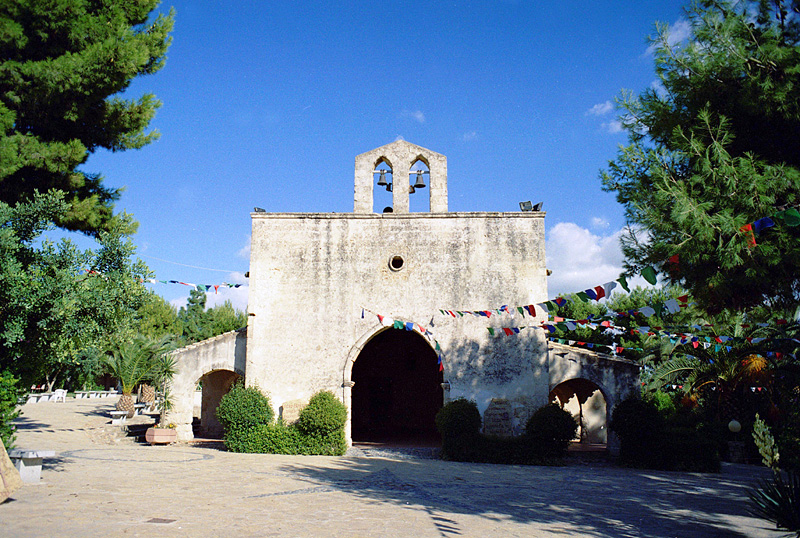
Facciata della Chiesa di San Gemiliano
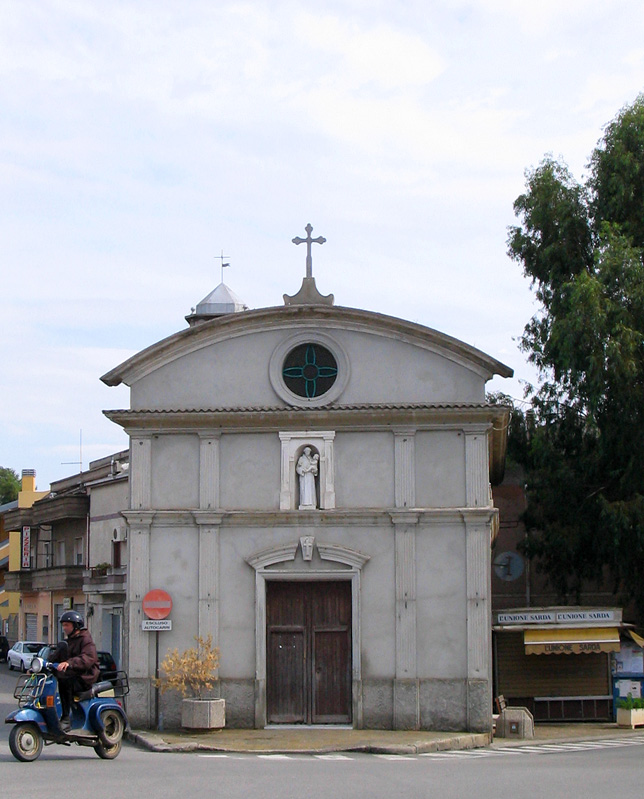
La chiesa di Sant'Antonio
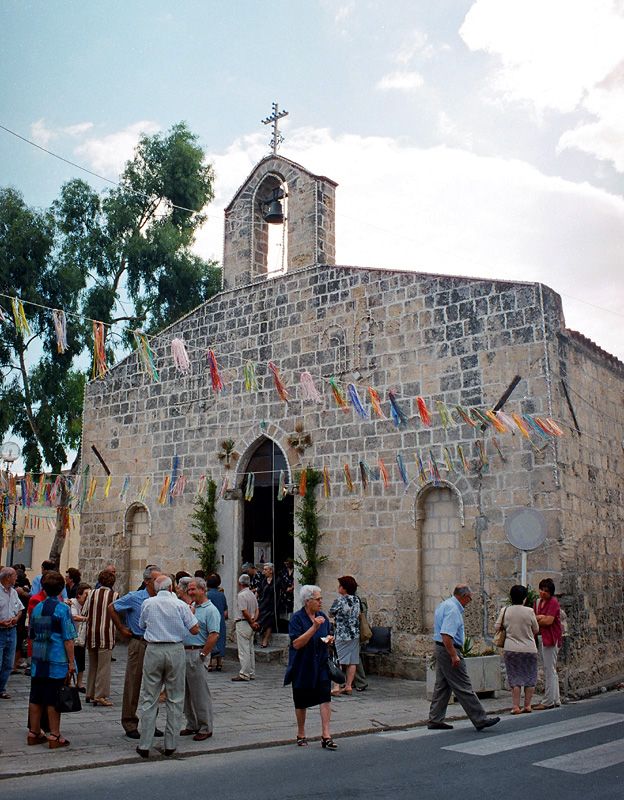
La chiesa di San Salvatore
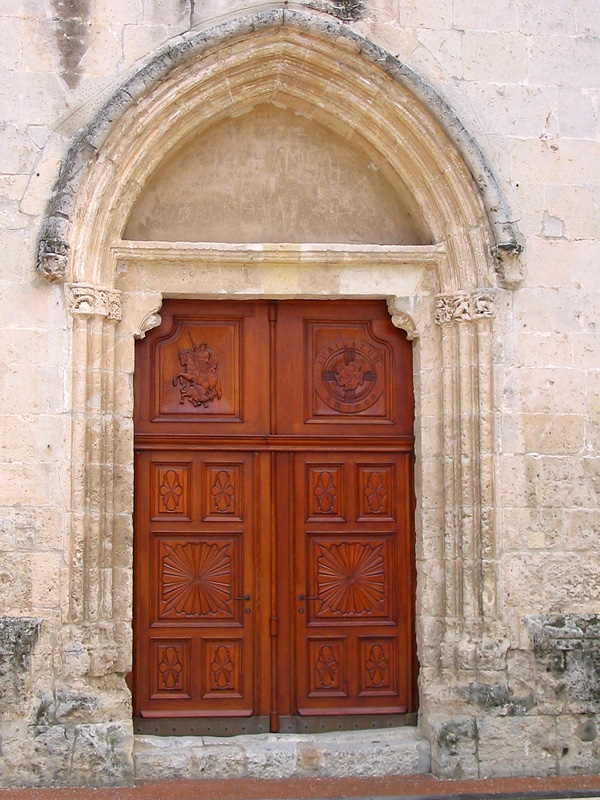
Portale della chiesa di San Giorgio
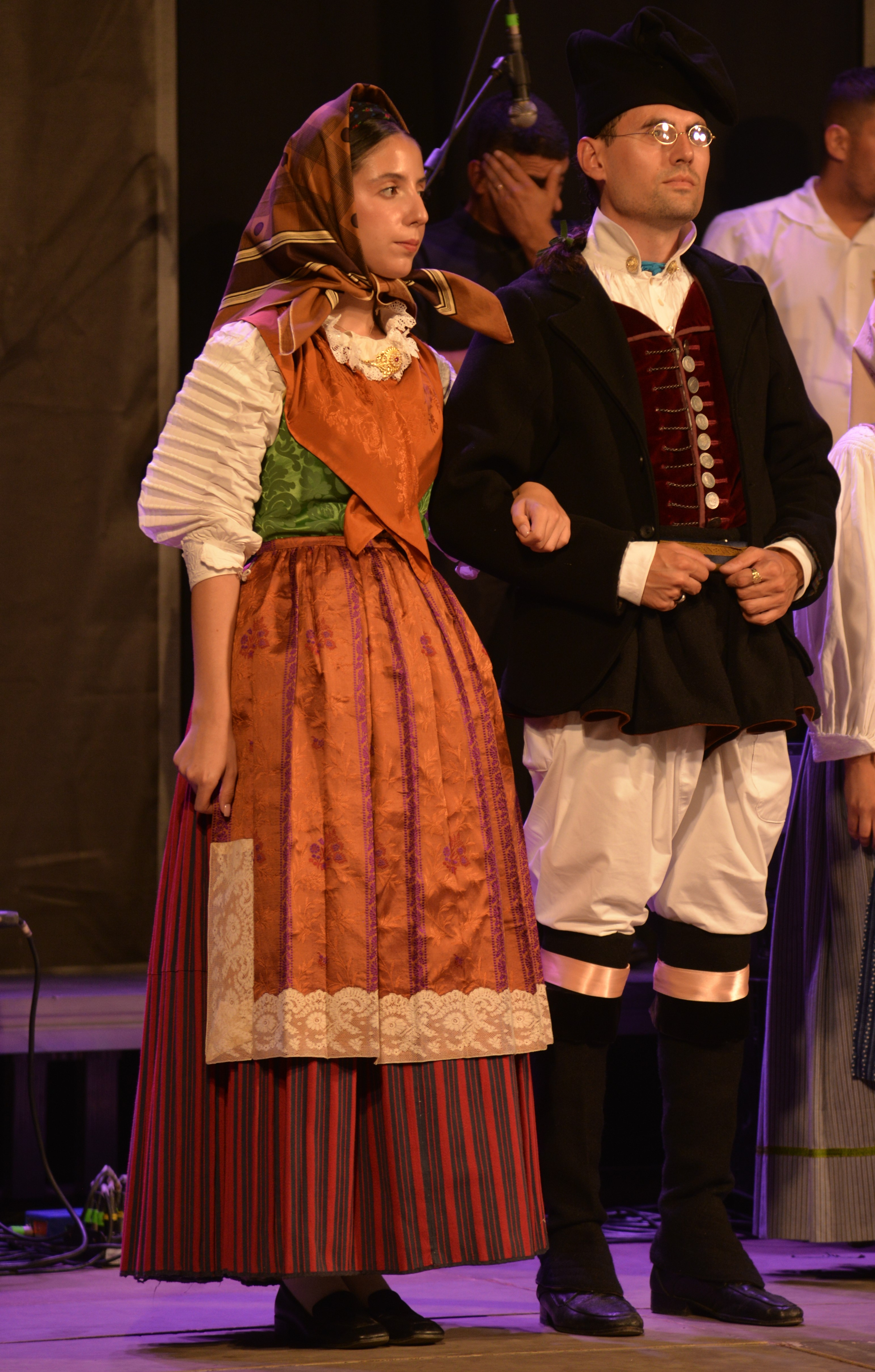
Abito Tradizionale Sestese